# 方珈悠
方珈悠（Jaime Fong Ka Yau，1984年1月21日—），原名老家汶；香港出生、加拿大長大的女歌手。方珈悠於2008年12月推出首張個人專輯，更由名監製舒文和陳奐仁製作。

## 入行經過
從小已經喜歡唱歌，對舞曲情有獨鍾的方珈悠曾參與多個廣告拍攝工作及任職化妝硬照模特兒，經好朋友及在加拿大的中學同學陳柏宇介紹下獲得香港Sony Music賞識而正式簽約成為旗下歌手，亦成為2008年的女新人，首支派台歌為《最緊要快》。

## 個人寫真集
- 《Open Closet》（2010年8月22日推出）

《Open Closet》收藏最性感動人的方珈悠！香港女歌手方珈悠獻出第一次推出寫真相簿，突破歌手框框為你演繹最Hot最Sexy的JAIME！打開Jaime的秘密衣櫉，讓你窺看最敏感火辣的方珈悠！《Open Closet》拍攝了百多張相片及塑造了廿多款性感潮流造型，並於澳門威尼斯人及東京等地取景拍攝。
想知點樣可以欣賞到呢本電字寫真集, 就上https://web.archive.org/web/20101010112213/http://www.sonymusic.com.hk/jaimefong/ 啦!!

## 個人音樂專輯
- 《最緊要快》（CD Single派台碟）（2008年10月3日推出）

為隆重其事，唱片公司特別請來著名創作人陳奐仁作曲、編曲及監製，炙手可熱填詞人林若寧揮筆，為Jaime量身打造首支派台舞曲最緊要快。至於舞蹈方面，更遠道從加拿大邀請曾與Christina Aguilera、 Jay-Z、 Rihanna 、Gwen Stefani等國際歌手合作的黑人排舞老師，為Jaime及十位dancers編排出與別不同的Hip Hop舞風，希望能夠將最完美的演繹呈現於各位面前。
CD
1. 最緊要快

- 《J'aime》（EP+DVD）（2008年12月10日推出）

勁歌熱舞首度登場的方珈悠Jaime，出道剛兩個月即率先推出首張個人EP回饋樂迷！方珈悠首張個人EP由名監製舒文及陳奐仁傾力炮製，主打歌「最緊要快」進佔叱咤流行榜至第7位，加上Jaime快歌熱舞的形象更令人耳目一新！專輯封套遠赴日本東京拍攝，特別邀請日本攝影師及造型師為Jaime特別設計，為了拍出Jaime的流行感，前後共換了20多款造形，及走遍東京每個街頭，包括原宿、表參道、六本木、代代木公園等，日本造形師更準備了多款不同造形讓Jaime嘗試！大碟名稱《J'aime》由Jaime一手研發，即是法文的「我喜歡」，表達了Jaime對此專輯的熱愛，包括她所喜歡的音樂路向和封套設計。也代表了Jaime希望歌迷們也喜歡Jaime及這張專輯。DVD更特別收錄方珈悠最新Music Videos《大勇》、《Hit U Back》及東京與台北的拍攝花絮！
CD
1. 最緊要快
2. 大勇
3. Hit U Back
4. 洗心革面（featuring Rhymefest）

DVD
1. 最緊要快（Music Video）
2. 大勇（Music Video）
3. Hit U Back（Music Video）
4. Jaime!! Tokyo X Taiwan Travelogue

## 派台歌曲成績
| 派台歌曲四台上榜最高位置 | 派台歌曲四台上榜最高位置 | 派台歌曲四台上榜最高位置 | 派台歌曲四台上榜最高位置 | 派台歌曲四台上榜最高位置 | 派台歌曲四台上榜最高位置 | 派台歌曲四台上榜最高位置 |
| ------------------------ | ------------------------ | ------------------------ | ------------------------ | ------------------------ | ------------------------ | ------------------------ |
| 唱片                     | 歌曲                     | 903                      | RTHK                     | 997                      | TVB                      | 備註                     |
| 2008年                   |                          |                          |                          |                          |                          |                          |
| J'aime                   | 最緊要快                 | 7                        | 7                        | 3                        | 2                        |                          |
| J'aime                   | 大勇                     | -                        | 17                       | 10                       | -                        |                          |

| 各台冠軍歌總數 | 各台冠軍歌總數 | 各台冠軍歌總數 | 各台冠軍歌總數 | 各台冠軍歌總數    |
| -------------- | -------------- | -------------- | -------------- | ----------------- |
| 903            | RTHK           | 997            | TVB            | 備註              |
| 0              | 0              | 0              | 0              | 四台冠軍歌總數：0 |

## 演出

### 綜藝節目 （無綫電視）

#### 2009年
- 筋肉擂台（參與遊戲）（12-01-2009：第七輯 第2集）
- 國際中華小姐競選（表演嘉賓）（17-01-2009）
- 耳分高下（參與遊戲）（24-02-2009至25-02-2009：第17、18集）
- 愛情研究院（嘉賓）（11-04-2009：第50集）
- 掌故王（參與遊戲）（21-04-2009至22-04-2009：第17、18集）
- TVB 512再展關懷（表演嘉賓）（12-05-2009）
- 今日VIP（嘉賓）（14-05-2009：第74集）
- 美女廚房歌星特別版(參與遊戲)（27-09-2009：第23集）
- 美女廚房Sawaddi大作戰上（參與遊戲）（11-10-2009：第25集）
- 美女廚房Sawaddi大作戰下（參與遊戲）（18-10-2009：第26集）
- 香港2009東亞運動會開幕禮（表演嘉賓）（05-12-2009）

#### 2010年
- 演藝界情繫玉樹關愛行動大匯演（表演嘉賓）（26-04-2010）

#### 2014年
- Go! Yama Girl（J2）（21-07-2014至31-07-2014：第41至48集）
- 山系女行Yama Girl（J2）（29-08-2014、05-09-2014：第11、12集）[2]

### 舞台劇

#### 2014年
- MusiLove世人樂章（香港大會堂劇院）（13-11-2014至16-11-2014）

### 廣告
- 多個平面廣告（不詳細列出）
- Sony Ericsson W595 Walkman 手機
- KFC(HK)公司家鄉雞烤卷
- 八達通日日賞-精明女子
- 大眾財務-結婚版
- 大眾財務-買樓版
- 大眾財務-龍鳳胎版
- 原葉茶

### 音樂影片（MV）

#### 2007年
- 陳柏宇《固執》
- 陳柏宇《斷絕來往》（官方版、TVB版為同一MV）

#### 2008年
- 陳柏宇《理智與感情》（官方版）
- 方珈悠《最緊要快》（官方版）
- 方珈悠《最緊要快》（TVB版）
- 方珈悠《大勇》（官方版）
- 方珈悠《Hit U Back》（官方版）

#### 2009年
- 方珈悠《大勇》（TVB版）
- 方珈悠《洗心革面》（官方版）

- 備註：大勇、Hit U Back、及洗心革面官方版MV是由Jaime到日本東京拍攝特輯的片段所製成。

## 品牌贊助
- Steve Madden[3]

## 代言品牌
- Gosh Cosmetics

## 獎項

### 2008年
- 2008年度Yahoo!搜尋人氣大獎 樂壇新勢力（女歌手）
- 2008年度新城勁爆頒獎禮 新城勁爆新登場女歌手
- 叱樂壇生力軍女歌手銅獎

### 2009年
- 2009年太陽少女

## 外部連結
- 方珈悠的新浪微博
- Jaime Fong 方珈悠 Facebook Official （页面存档备份，存于）
- 方珈悠的Instagram帳戶
- YouTube Jaime Fong Hong Kong
- Jaime個人專屬頁(公司)[永久]